# 道の駅たいらだて
道の駅たいらだて（みちのえき たいらだて）は、青森県東津軽郡外ヶ浜町字平舘にある国道280号の道の駅である。愛称はOh！だいば。

## 施設
- 駐車場
  - 普通車：104台
  - 大型車：11台
  - 身障者用駐車場：4台
- トイレ （いずれも24時間利用可能）
  - 男：大 6器、小 14器
  - 女：14器
  - 身障者用：3器
- 公衆電話：2台
- 特産物販売所（9:00 - 18:00）
- 宿泊施設「おだいばオートビレッジ」（コテージ10棟・オートキャンプ場20区画）

## 休館日
- 冬期間閉鎖（11月ころから翌4月ころ）

## アクセス
- 国道280号

## 周辺
- 松前街道
- 平舘灯台
- 平舘海水浴場